# Ohaba (okręg Gorj)
Ohaba – wieś w Rumunii, w okręgu Gorj, w gminie Bălănești. W 2011 roku liczyła 207 mieszkańców.